# 富沢恵莉
富沢 恵莉（とみざわ えり）は、日本の女優・声優・タレント。東京都出身。ホーリーピーク所属。声優ユニット・ピュアリーモンスターの元メンバー。以前はSPACEY MUSIC ENTERTAINMENTに所属していた。

## 人物
- 身長164cm、スリーサイズは、B 78・W 53・H 80 (cm)。血液型はO型。
- 2つ下の弟がいる[1]。
- 左利きだが、ハサミのみは右手で扱う[2]。
- 小学1年の頃からクラシックバレエを習い[3]、YAGPバレエコンクールのニューヨーク本選に出場したことがある。
- 趣味は舞台・映画鑑賞で、自身のブログでは映画や舞台の感想を書くことも多い。
- モーニング娘。の元メンバー・高橋愛[4]と、元アヴィラ所属の我妻さおり[5]は中学時代からの親友。特に高橋とはプライベートでも交流が深く、自身も高橋が出演する舞台やライブを観賞することがある[6]。

## 出演

### テレビアニメ
- 異常生物見聞録（2020年、案内人）

### ゲーム
2015年
- ケイオスドラゴン 混沌戦争（チュクチュ） 
- チェインクロニクルV（パプリカ）
- 少女とドラゴン（セラフィム）

2016年
- 真空管ドールズ（アンノウン）
- ワールドチェイン（シャルロット・コルデー、小野小町、小喬）

2017年
- ソラとウミのアイダ（下神部日向) 
- ポケモンガオーレ(かけだしアイドルのエリ)
- 死印（森宮すず）
- 感染×少女（園咲ルナ）
- モン娘☆は〜れむ（イチゴウ）
- ファイトリーグ（矢絣うずめ）

2018年
- 放置少女〜百花繚乱の萌姫たち〜（2018年 - 2020年、蒙恬、馬良、程イク、孔融）

2019年
- エンゲージプリンセス（ルヴィ）
- NG（ムーランロゼ）
- エターナルリンケージ〜蒼穹のアムネシア〜（エリピンク）
- 都立水商！（稲川初穂）

2020年
- 戦の海賊（メーガン）
- 逆転オセロニア（マンドラゴラ）
- メモリーズオフ -Innocent Fille-（三浦春瑠花）
- デモンゲイズ2（キャンサー）
- ART CODE SUMMONER（カミーユ・ピサロ）

2021年
- 帝国戦記（雪遊・ポリアフ）

2022年
- 死噛 〜シビトマギレ〜（堂領姫子、森宮すず）

2024年
- けものフレンズ3（タイパン）

### パチンコ・パチスロ機
- シンデレラブレイド2（2014年） - アリス
- パチスロ プリシラと魔法の本（2016年） - アリス[14]）

### 雑誌
- OZmagazine - 2007年11月19日号 モデルリポーター
- 東京ディズニーリゾート - 2008年2月 リポーター
- ゴルフ誌「Regina」 - 2008年冬号記事掲載

### 舞台
- 世田谷文学館主催 舞台「ガラスの仮面」劇団つきかげ2期生
- フジテレビ主催ミュージカル 「魔法使いサリー」 2008年5月出演
- 「ラブリーズ」2008年12月〜出演
- 「ワンハンドレッドライフ」風間英子役 2009年3月出演
- 劇団オオシロピンノ
  - 「赤いノートと緑のケータイ」2009年11月出演
  - 「@HEAVEN〜305号室の境界線〜」2010年7月出演
  - 「劇団神保町界隈」(音楽パートユニット、ミルキーウェイ・エンジェル)2016年10月出演
- 「FLYING PIRATES ネバーランド漂流記-featuringGUY'S-」（サンリオピューロランド）2010年4月出演 - スターキー 役
- 「ヘルプマン!」2010年9月出演
- 「メイドランカー！詰り蹴落とし跪け乙女」 2022年11月23日出演
- 朗読劇『東京怪獣物語』再演（2024年3月12日 - 17日 サンモールスタジオ)
- 朗読劇『シアター』再演（2024年5月15日 - 26日　シアター風姿花伝)　早川祥子 役
- キミに贈る朗読会「ゴカンッ！」（2024年7月6日 - 7日、MsmileBOX渋谷[15]）

### CM
- クロレッツICE TVCM 2008年2月 出演

### 映画
- 東京分裂ガール（2011年8月）- テルマ役
- 死んで、呪って、恋して。（2014年7月）- 幽霊役

### オリジナルビデオ
- 2ちゃんねるの呪い4（2011年4月）- メリーさん役
- 妖怪少女KINECO R（2011年7月）- KINECO役
- 妖怪川姫みずさ プロローグ篇（2011年11月）- 川姫（声）
- 妖怪川姫みずさ 捕まらない殺人鬼篇（2012年9月）- 川姫（声）
- やめて。〜ホラーTVシリーズ〜（2017年9月）-白い少女（白い少女役）

### ラジオ
※はインターネット配信。
- 富沢恵莉の本気!アニラブ（2014年 - 2015年[16]、超!A&G+※）
- 姫イド隊のラララ！ランドセル（2015年、超!A&G+※）
- アクターズゲート シャッフレッシュ!（2016年、超!A&G+※）
- 富沢恵莉のradioclub.jpPRO（2016年 - 2017年、かつしかFM）
- 富沢恵莉のぴんくれぼりゅーしょん!（2019年 - 、超!A&G+※）[17]
- ラムネドキドキチャンネル（2019年 - 、超!A&G+※）

### インターネット動画配信
レギュラー
- くろにゅ〜（MC）（ニコニコ生放送：2016年6月8日 - ）[18]

### その他
- キャラホビ2015 C3×HOBBY　セガゲームスステージ出演（2015年)